# Meeting Daddy
Pour plus de détails, voir Fiche technique et Distribution.
Meeting Daddy est un film américain réalisé par Peter Gould, sorti en 2000.

## Fiche technique
- Titre : Meeting Daddy
- Réalisation : Peter Gould
- Scénario : Peter Gould
- Musique : Adam Fields
- Pays d'origine : États-Unis
- Format : Couleurs - 1,33:1 - Dolby
- Genre : comédie
- Durée : 96 minutes
- Date de sortie : 2000

## Distribution
- Lloyd Bridges : Mr Branson
- Josh Charles : Peter Silverblatt
- Alexandra Wentworth : Melanie Branson
- Beau Bridges : Larry Branson
- Walter Olkewicz (en) : Dink Branson
- Kristy Swanson : Laurel Lee
- Edie McClurg : Dot